# Malú (álbum)
Malú es el quinto álbum de estudio y sexto en la discografía de la cantante Malú, editado en 2005 por Sony BMG y Pep's Records, con la dirección musical de Mauri Stern y Graeme Pleeth. El disco salió a la venta el 18 de abril de 2005, y presentó once canciones nuevas. Entre los compositores se encuentran nombres como David Santisteban, Marco Dettoni, Lucía Caramés o Enrique Campos.

## Sencillos
El primer sencillo extraído del álbum, «Diles», es una balada romántica compuesta por David Santisteban y Marco Dettoni. El vídeo musical fue rodado en las playas de Mojácar (Almería) dónde Malú interpreta el tema. El Ayuntamiento de Mojácar galardonó con la distinción Índalo de Oro 2006 a Malú en agradecimiento por la promoción turística que había supuesto dicho rodaje. La cantante recogió el premio en una ceremonia celebrada en Fitur.
Los siguientes sencillos elegidos fueron «Te conozco desde siempre» y «Sabes bien», que también contaron con sus respectivos videoclips.

## Recepción
El álbum alcanzó el segundo puesto entre los más vendidos de la lista oficial de Promusicae, permaneciendo en dicha lista 37 semanas. El álbum Malú despachó más de 100 000 unidades vendidas, logrando el disco de platino en España.

## Lista de canciones
| Malú |                            |                                         |          |  |
| N.º  | Título                     | Escritor(es)                            | Duración |  |
| 1.   | «Te conozco desde siempre» | Gustavo Santander · Fernando Osorio     | 3:39     |  |
| 2.   | «Diles»                    | David Santisteban · Marco Dettoni       | 3:37     |  |
| 3.   | «Eres el agua»             | Juan Mari Montes · Daniel Andrea        | 3:58     |  |
| 4.   | «Sabes bien»               | Lucía Caramés                           | 3:19     |  |
| 5.   | «Frágiles»                 | David Santisteban                       | 3:23     |  |
| 6.   | «Háblame»                  | Carlos Mera                             | 4:25     |  |
| 7.   | «Amor de hielo y sal»      | José Muñoz · Rafael Campos · Juan Amaya | 3:42     |  |
| 8.   | «Y sigo preguntándome»     | Carlos Mera                             | 4:26     |  |
| 9.   | «Lo que no sabes»          | Cristian Zalles · Enrique Campos        | 3:58     |  |
| 10.  | «Sobrellevé»               | Ezequiel Benítez                        | 3:51     |  |
| 11.  | «Perdida»                  | José de Lucía                           | 3:19     |  |

## Créditos y personal
- Malú: artista principal, voz, cajón
- Graeme Pleeth: producción, mezclas, piano
- Mauri Stern: producción
- Ángel Crespo y Mike Sanders: batería
- Paco Bastante y Richard Buckton: bajo
- Ara Malikian: violín
- Jesús Catalá: percusión
- Juan Cerro: guitarra acústica y española
- Paul Furnace: guitarra eléctrica
- Pascal Magdinier: piano, programación
- Mariano Losada: bandoneón
- Pete Craigie: mezclas
- José Luis Crespo: ingeniero
- De-Dee Wild, Donna Allen, Tiffany Thorne y Tonya Pollack: coro góspel
- Ian Cooper: masterización
- Bernardo Doral: fotografía
- Máximo Raso: diseño gráfico

Créditos adaptados desde las notas de Malú (2005) y RateYourMusic.

## Posicionamiento en listas
| Listas (2005)       | Mejor posición |
| ------------------- | -------------- |
| España (PROMUSICAE) | 2              |

| Listas (2005)       | Mejor posición |
| ------------------- | -------------- |
| España (PROMUSICAE) | 32             |

## Certificaciones
| País (organismo certificador) | Certificación | Unidades certificadas |
| ----------------------------- | ------------- | --------------------- |
| España (PROMUSICAE)           | Platino       | 100 000               |

## Premios
| Año  | Nominación            | Categoría               | Resultado | Ref.   |
| ---- | --------------------- | ----------------------- | --------- | ------ |
| 2005 | Premios Dial          | Premio Cadena Dial 2005 | Ganadora  | [ 10 ] |
| 2006 | Premios Índalo de Oro | Índalo de Oro 2006      | Ganadora  | [ 11 ] |